# Hubert Murray
Pour les articles homonymes, voir Murray.
Sir John Hubert Plunkett Murray, né le 29 décembre 1861 à Sydney et mort le 27 février 1940 à Samarai, est un juge et administrateur colonial australien. Étudiant brillant à Sydney, Brighton puis Oxford, rugbyman pour les Harlequins et boxeur amateur dans sa jeunesse, militaire et juge, il a été lieutenant-gouverneur du territoire de Papouasie de 1908 à 1940.
Un stade à Port Moresby porte son nom.

## Publications
- Papua or British New Guinea, Londres : T. Fisher Unwin, 1912.
- Papua Of To-Day or An Australian Colony in the Making, Londres : P.S. King and Son, 1925.

## Documentation
- Lewis Lett, Sir Hubert Murray of Papua: Statesman and Empire Builder, Sydney : Collins, 1949.
- Francis West, Hubert Murray. The Australian Pro-Consul, Melbourne : Oxford University Press, 1968.
- Francis West, Selected Letters Of Hubert Murray, Melbourne : Oxford University Press, 1970.